# Chip Berlet
John Foster " Chip " Berlet, né le 22 novembre 1949, est un journaliste d'investigation américain, analyste de recherche,, photojournaliste, savant et activiste qui se spécialise dans l'étude des mouvements d'extrême-droite aux États-Unis,. Il étudie aussi la propagation des théories du complot. Depuis l'attentat d'Oklahoma City de 1995, Berlet est souvent apparu dans les médias pour discuter de nouvelles extrémistes.